# Le Bleymard
Le Bleymard är en kommun i departementet Lozère i regionen Occitanien i södra Frankrike. Kommunen ligger i kantonen Le Bleymard som tillhör arrondissementet Mende. År 2018 hade Le Bleymard 379 invånare.

## Befolkningsutveckling
Antalet invånare i kommunen Le Bleymard
| Referens: INSEE |